# Sphegigaster conchyliatus
Sphegigaster conchyliatus är en stekelart som beskrevs av Heydon 1988. Sphegigaster conchyliatus ingår i släktet Sphegigaster och familjen puppglanssteklar. Inga underarter finns listade i Catalogue of Life.